# Цзен Цілян
Цзен Цілян (10 травня 1975) — китайський плавець.
Учасник Олімпійських Ігор 1996 року.
Призер Чемпіонату світу з водних видів спорту 1998 року.
Переможець Азійських ігор 1998 року, призер 2002 року.